# Chemische verwering

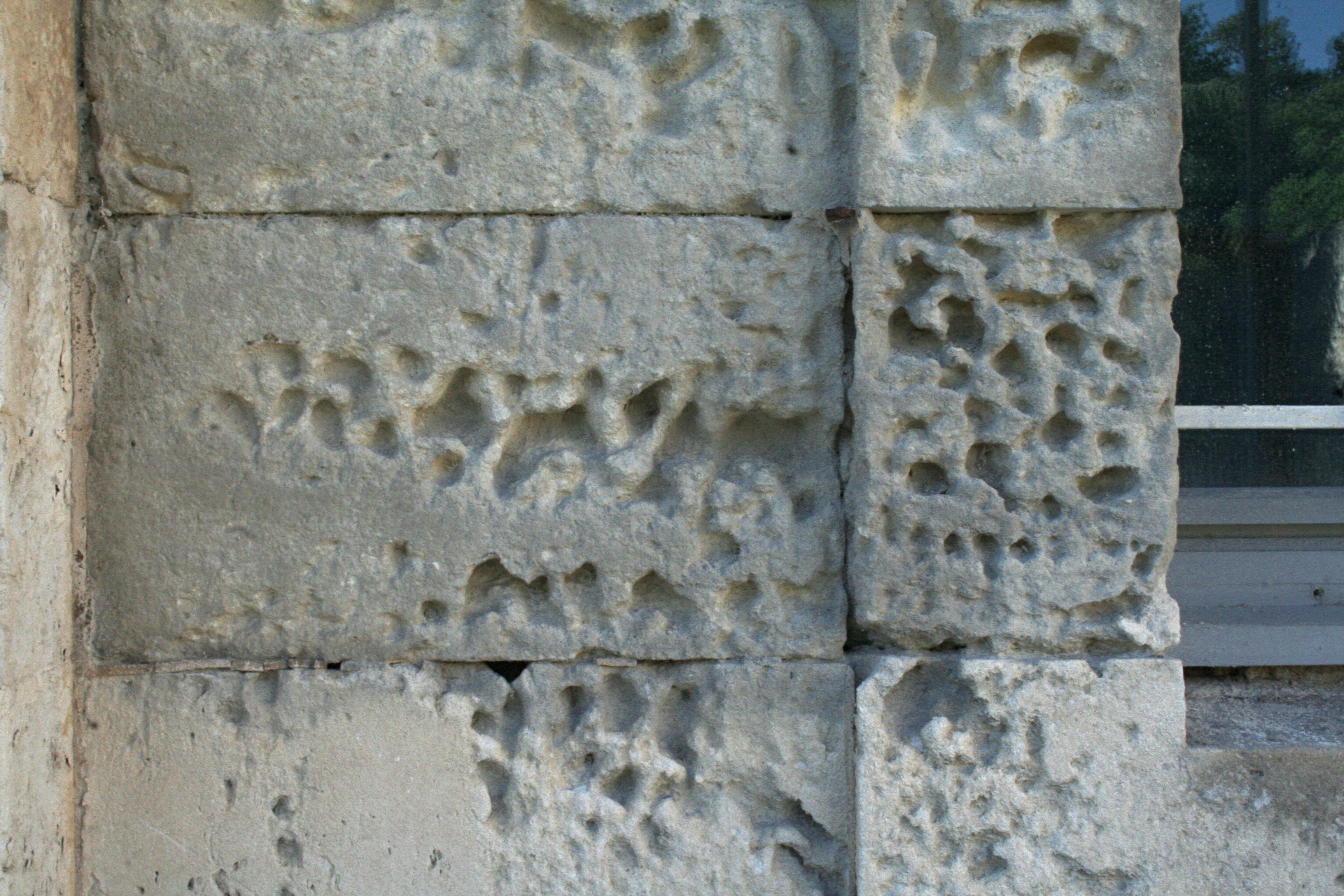
Chemische verwering van kalkstenen parementblokken

Chemische verwering is de verwering van materiaal (meestal gesteente) door een chemische reactie met water, koolzuur of zuurstof. 
Gesteenten zijn opgebouwd uit mineralen. Over het algemeen geldt dat mineralen makkelijker reageren, als hun smeltpunt hoger ligt. De relatieve reactiesnelheid van mineralen ten opzichte van elkaar wordt weergegeven in de Bowen-reactiereeks.

## Soorten chemische verwering
Er bestaan verschillende chemische processen waardoor verwering optreedt:
- Oxidatie, het materiaal reageert met zuurstof. Daarbij ontstaan oxiden, die over het algemeen minder hard zijn dan de oorspronkelijke mineralen, en daardoor makkelijker verkruimelen.
- Hydrolyse, het materiaal reageert met water. De producten van de verweringsreactie zijn meestal minder harde mineralen.
- Carbonatatie, een reactie die wordt veroorzaakt door in water opgeloste koolstofdioxide (CO2).
- Door het rechtstreeks oplossen van mineralen in water.
- Door hydratatie, waarbij water in het kristalrooster van het mineraal wordt opgenomen. Over het algemeen worden mineralen hierdoor minder hard.

## Voorbeelden van verweringsreacties

### Verwering van kalksteen als gevolg van carbonatatie
Als CO2 in water wordt opgelost, wordt het water zuurder, omdat er hydroxoniumionen (H3O+) ontstaan:
{\displaystyle \mathrm {2\ H_{2}O\ +\ CO_{2}\longrightarrow \ H_{3}O^{+}\ +\ HCO_{3}^{-}} }
Bovenstaande reactie beschrijft het proces van carbonatatie. Zuur water (bijvoorbeeld zure regen) breekt kalksteen af, dat grotendeels bestaat uit calciumcarbonaat (CaCO3)
{\displaystyle \mathrm {CaCO_{3}\ +\ 2\ H^{+}\ \longrightarrow \ Ca^{2+}\ +\ H_{2}O\ +\ CO_{2}} }

### Verwering van olivijn door hydrolyse
Olivijn reageert met water, meer specifiek met oxonium-ionen, die van nature in minieme hoeveelheden in water voorkomen. Er is dus eigenlijk sprake van een zuur-base-reactie. Hieronder als voorbeeld forsteriet, dat is magnesiumhoudende olivijn, bij de reactie ontstaat kiezelzuur:
{\displaystyle \mathrm {Mg_{2}SiO_{4}\ +\ 4\ H^{+}\ \longrightarrow \ 2\ Mg^{2+}\ +\ H_{4}SiO_{4}} }